# Erica savileae
Erica savileae är en ljungväxtart som beskrevs av Gábor Gabriel Andreánszky. Erica savileae ingår i släktet klockljungssläktet, och familjen ljungväxter.

## Underarter
Arten delas in i följande underarter:
- E. s. grandiflora
- E. s. mutica